# 于格-贝尔纳·马雷
于格-贝尔纳·马雷（法語：Hugues-Bernard Maret，法語發音：[yɡ bɛʁnaʁ maʁɛ]；1763年7月22日—1839年5月13日），巴萨诺公爵，1763年7月22日生于第戎，1839年5月13日卒于巴黎，法国政治家，外交官，贵族院议员，法兰西学术院院士，法兰西人文院院士。
| 前任： 热拉尔伯爵 | 法国總理 1834年11月10日—18日 | 繼任： 特雷维索公爵 |